# Ockelbo
Ockelbo – miejscowość (tätort) w Szwecji, w regionie administracyjnym (län) Gävleborg. Siedziba władz (centralort) gminy Ockelbo.
Miejscowość położona jest w prowincji historycznej (landskap) Gästrikland, nad jeziorem Bysjön, leżącym w zlewni rzeki Testeboån, ok. 30 km na północ od Sandviken w kierunku Bollnäs. Ockelbo leży przy linii kolejowej Gävle/Storvik – Ånge (Norra stambanan).
W 2010 r. Ockelbo liczyło 2724 mieszkańców.

## Osoby związane z Ockelbo
- Książę Daniel, małżonek następczyni tronu Szwecji księżnej Wiktorii
- Erik Lundgren, kierowca wyścigowy